# Jan Dobiáš (politik)
Jan Dobiáš (* 17. března 1952) byl český a československý politik Komunistické strany Československa a poslanec Sněmovny lidu Federálního shromáždění za normalizace.

## Biografie
K roku 1986 se profesně uvádí jako vrchní mistr. Ve volbách roku 1986 zasedl za KSČ do Sněmovny lidu (volební obvod č. 22 - Kutná Hora, Středočeský kraj). Ve Federálním shromáždění setrval do konce funkčního období, tedy do svobodných voleb roku 1990. Netýkal se ho proces kooptací do Federálního shromáždění po sametové revoluci.